# Trap (ort)
Trap (makedonska: Трап) är en ort i Nordmakedonien. Den ligger i kommunen Mogila, i den södra delen av landet, 100 kilometer söder om huvudstaden Skopje. Trap ligger 582 meter över havet och antalet invånare är 261.